# Heden en Grophamre
Heden en Grophamre (Zweeds: Heden och Grophamre) is een småort in de gemeente Ljusdal in het landschap Hälsingland en de provincie Gävleborgs län in Zweden. Het småort heeft 104 inwoners (2005) en een oppervlakte van 20 hectare. Eigenlijk bestaat het småort uit twee plaatsen: Heden en Grophamre.